# 戈烏達普縣

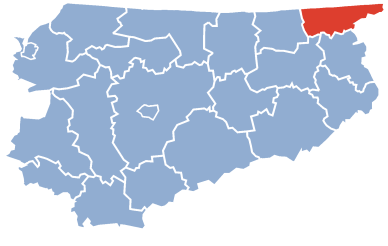

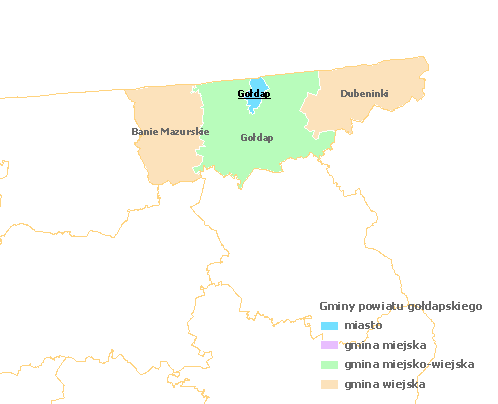

戈烏達普縣（波蘭語：Powiat gołdapski）是波蘭的縣份，位於該國東北部，由瓦爾米亞-馬祖里省負責管轄，首府設於戈烏達普，面積772平方公里，2006年人口26,989，人口密度每平方公里35人。